# Schlumbergera
Schlumbergera Lem. è un genere di piante della famiglia delle Cactaceae, endemico del Brasile.
Appartiene ai "cactus epifiti"; le sue poche specie sono tutte facilmente coltivabili ed hanno una fioritura molto intensa e diversificata stagionalmente.

## Descrizione
Ha steli piatti a fusto che si susseguono fino a formare un ramo e che fioriscono prevalentemente in primavera (eccetto alcune sottospecie che fioriscono fra l'autunno e l'inverno), tanto da farla definire cactus di Pasqua.

Nel tipo più affine allo Zygocactus fiorisce, per converso, nel periodo che precede il Natale e perciò è detta anche cactus di Natale.

## Tassonomia
Comprende le seguenti specie:
- Schlumbergera kautskyi (Horobin & McMillan) N.P.Taylor
- Schlumbergera lutea Calvente & Zappi
- Schlumbergera microsphaerica (K.Schum.) P.V.Heath
- Schlumbergera opuntioides (Loefgr. & Dusén) D.R.Hunt
- Schlumbergera orssichiana Barthlott & McMillan
- Schlumbergera russeliana (Gardner) Britton & Rose
- Schlumbergera truncata (Haw.) Moran
- Schlumbergera buckleyi

## Coltivazione
La sua coltivazione avviene in terra porosa e umida con l'aggiunta di torba e foglie in parti uguali.
Bella pianta d'appartamento, non deve essere esposta al sole diretto ma vuole allo stesso tempo piena luce e per questo la sua fioritura massima la raggiunge solo in serra; le innaffiature dovranno essere moderate fino alla comparsa dei boccioli e più intense alla fioritura.
In autunno ed in inverno dovrà essere messa a riposo a temperatura tra i 16 e i 5 °C con scarse annaffiature; è molto importante il riposo invernale se si vorrà avere in primavera una folta fioritura.
La moltiplicazione avviene staccando uno stelo piatto alla giuntura e messo a radicare in sabbia e torba; si avrà poi cura di spruzzare saltuariamente solo un po' di acqua per evitare che l'acqua depositi e di conseguenza il germoglio marcisca.